# Lausanne Université Club Volleyball 2016-2017 (maschile)
Questa voce raccoglie le informazioni riguardanti il Lausanne Université Club Volleyball nella stagione 2016-2017.

## Organigramma societario
Area direttiva
- Presidente: Pierre-André Leuenberger

Area organizzativa
- Team manager: Pierre-André Leuenberger
- Responsabile della squadra: Georges-André Carrel

Area comunicazione
- Responsabile ufficio stampa: Pierre-Olivier Brunner

Area tecnica
- Allenatore: Georges-André Carrel
- Secondo allenatore: Michel Dufaux, Pierre Berger
- Assistente allenatore: Bernard Rahm
- Scoutman: Gilles Imboden

Area sanitaria
- Fisioterapista: Petra Perrin, Julien Gavillet, Pierric Saintrond

## Rosa
| N° | Nome                | Ruolo | Data di nascita   | Nazionalità sportiva |
| -- | ------------------- | ----- | ----------------- | -------------------- |
| 4  | Julien Carrel       | P     | 19 luglio 1988    | Svizzera             |
| 5  | Enes Duštinac       | C     | 5 febbraio 1992   | Serbia               |
| 6  | Jérémy Tomasetti    | P     | 14 ottobre 1992   | Svizzera             |
| 7  | Radiša Stevanović   | C     | 29 marzo 1990     | Serbia               |
| 8  | Quentin Zeller      | S     | 29 marzo 1994     | Svizzera             |
| 9  | Luca Ulrich         | S     | 12 gennaio 1997   | Svizzera             |
| 10 | Strahinja Brzaković | S/O   | 28 aprile 1994    | Serbia               |
| 11 | Vassil Altanov      | C     | 13 gennaio 1994   | Svizzera             |
| 12 | Nemanja Božić       | S/O   | 15 dicembre 1988  | Bosnia ed Erzegovina |
| 14 | Jovan Djokic        | S     | 21 dicembre 1993  | Svizzera             |
| 17 | Viktor Zyzoev       | S     | 16 settembre 1987 | Russia               |
| 18 | Milorad Kapur       | L     | 5 marzo 1991      | Serbia               |

## Mercato
| Acquisti | Acquisti            | Acquisti       | Acquisti   |
| R.       | Nome                | da             | Modalità   |
| -------- | ------------------- | -------------- | ---------- |
| S/O      | Nemanja Božić       | Trabzonspor    | definitivo |
| S/O      | Strahinja Brzaković | Ðerdap Kladovo | definitivo |
| L        | Milorad Kapur       | Novi Pazar     | definitivo |
| C        | Radiša Stevanović   | Novi Pazar     | definitivo |
| P        | Jérémy Tomasetti    | Chênois        | definitivo |
| S        | Luca Ulrich         | Top Lucerna    | definitivo |
| S        | Viktor Zyzoev       | Arcada Galați  | definitivo |

| Cessioni | Cessioni         | Cessioni     | Cessioni   |
| R.       | Nome             | a            | Modalità   |
| -------- | ---------------- | ------------ | ---------- |
| S/O      | Larry Carrel     | Losanna UC 2 | definitivo |
| L        | Clément Daniel   | Amriswil     | definitivo |
| P        | Cédric Hominal   | Cosmos       | definitivo |
| S/O      | Jonathan Kaeser  | -            | definitivo |
| C        | Joseph Klein     | -            | ritirato   |
| S        | Sebastian Krause | -            | definitivo |
| S/O      | Jan Krba         | -            | definitivo |
| S        | Willner Rivas    | -            | definitivo |

## Statistiche

### Statistiche di squadra
| Competizione      | Punti | In casa | In casa | In casa | In trasferta | In trasferta | In trasferta | Totale | Totale | Totale |
| Competizione      | Punti | G       | V       | P       | G            | V            | P            | G      | V      | P      |
| ----------------- | ----- | ------- | ------- | ------- | ------------ | ------------ | ------------ | ------ | ------ | ------ |
| Lega Nazionale A  | 41    | 14      | 9       | 5       | 13           | 6            | 7            | 27     | 15     | 12     |
| Coppa di Svizzera | -     | 1       | 0       | 1       | 1            | 1            | 0            | 2      | 1      | 1      |
| Challenge Cup     | -     | 1       | 0       | 1       | 1            | 0            | 1            | 2      | 0      | 2      |
| Totale            | -     | 16      | 9       | 7       | 15           | 7            | 8            | 31     | 16     | 15     |

G = partite giocate; V = partite vinte; P = partite perse

### Statistiche dei giocatori
| Giocatore     | Challenge Cup | Challenge Cup | Challenge Cup | Challenge Cup | Challenge Cup |
| Giocatore     | P             | PT            | AV            | MV            | BV            |
| ------------- | ------------- | ------------- | ------------- | ------------- | ------------- |
| V. Altanov    | 2             | 4             | 4             | 0             | 0             |
| N. Božić      | 2             | 20            | 19            | 0             | 1             |
| S. Brzaković  | 1             | 3             | 3             | 0             | 0             |
| J. Carrel     | 2             | 4             | 1             | 0             | 3             |
| J. Djokic     | 2             | 14            | 13            | 1             | 0             |
| E. Duštinac   | -             | -             | -             | -             | -             |
| M. Kapur      | 2             | 0             | 0             | 0             | 0             |
| R. Stevanović | 2             | 17            | 12            | 3             | 2             |
| J. Tomasetti  | 2             | 0             | 0             | 0             | 0             |
| L. Ulrich     | 2             | 0             | 0             | 0             | 0             |
| Q. Zeller     | 2             | 9             | 9             | 0             | 0             |
| V. Zyzoev     | -             | -             | -             | -             | -             |

NB: Non sono disponibili i dati relativi alla Lega Nazionale A e alla Coppa di Svizzera